# Língua cuicuro
Cuicuro (brasílico kuikúro) é uma língua caribana falada pelos cuicuros do Parque Indígena do Xingu, no estado brasileiro de Mato Grosso.

## Fonologia
Vogais:
| i • ĩ | ɨ • ɨ̃ | u • ũ |
| e • ẽ |       | o • õ |
|       | a • ã |       |

Consoantes:
| p | t  |    | k |   |
|   | ts | dʲ |   |   |
|   | s  |    | ɣ | h |
| m | n  | ɲ  | ŋ |   |
|   | l  |    |   |   |
| w |    |    |   |   |

## Vocabulário
| Nome Kuikúro | Nome em português | Nome científico             |
| ------------ | ----------------- | --------------------------- |
| ana          | genipapo          | Genipa americana            |
| eipogukuengi |                   | Miconia sp.                 |
| figafegi     | caju              | Anacardium occidentale      |
| impe         | pequí             | Caryocar brasiliensis       |
| kagate       | cuité             | Crescentia cujete           |
| kainái       | angico            | Piptadenia rigida (?)       |
| kañifekú     | pimenta-do-sertão | Xylopia aromatica           |
| kapula       | pequí             | Caryocar sp.                |
| katuga       | mangaba           | Hancornia speciosa          |
| kugipisi     | imbaúba           | Cecropia sp.                |
| majafi       | pau-d'arco        | Tecoma violacea             |
| onto         | urucu             | Bixa orellana               |
| tafaku       | pindaíba          | Xylopia amazonica           |
| tafakúiti    | imbaúba           | Cecropia sp.                |
| tafatago     |                   | Micronia sp.                |
| tafoti       | goiabeira         | Psidium guajava             |
| tifa         | jacareúba         | Calophyllum brasiliense (?) |
| uagi         | jatobá            | Hymenaea courbaril          |
| ugagati      | lixeira           | Curatella americana         |
| ukefu        | angico            | Piptadenia peregrina (?)    |